# Jämijärvi
Jämijärvi es un municipio de Finlandia.
Se localiza en la Región de Satakunta. El municipio posee una población de 1,682 (31.12.2015) y cubre una área de 224.33 km² de los cuales 9.99 km² es agua. La densidad de población es de 9.21 habitantes por kilómetro cuadrado .
El municipio es monolingüista y su idioma oficial es el finlandés.
El Aeródromo Jämijärvi es uno de los aeródromos de Aviación general más ocupados en Finlandia. Un serio accidente de aviación ocurrió el pasado abril de 2014 en Jämijärvi.